# Appareil locomoteur humain
L'appareil locomoteur humain (ou appareil musculo-squelettique) est le système d'organes qui confère à l'humain l'aptitude à se mouvoir physiquement. Il se compose du système musculaire, du squelette osseux et cartilagineux ainsi que les éléments rattachés (articulations, ligaments, tendons...).
Comme son nom l'indique, l'ensemble formé par tous ces éléments permet la locomotion (marche, course, nage), mais il a d'autres fonctions, comme la préhension, la communication verbale (phonation) et non verbale (mimique, salut).
Si l'appareil locomoteur a un rôle dans le mouvement et la motricité, il a également un rôle dans l'absence de mouvement et le maintien de la posture (position debout ou assise).
Il permet par ailleurs le maintien de la structure et de la forme du corps humain et la protection de la plupart des viscères.
Enfin, l'appareil locomoteur joue également un rôle dans des fonctions plus vitales, comme la respiration (ventilation), des fonctions alimentaires (mastication et déglutition), la continence urinaire et fécale (par des sphincters), ou encore les sens de l'audition et de la vision pour partie.

Squelette
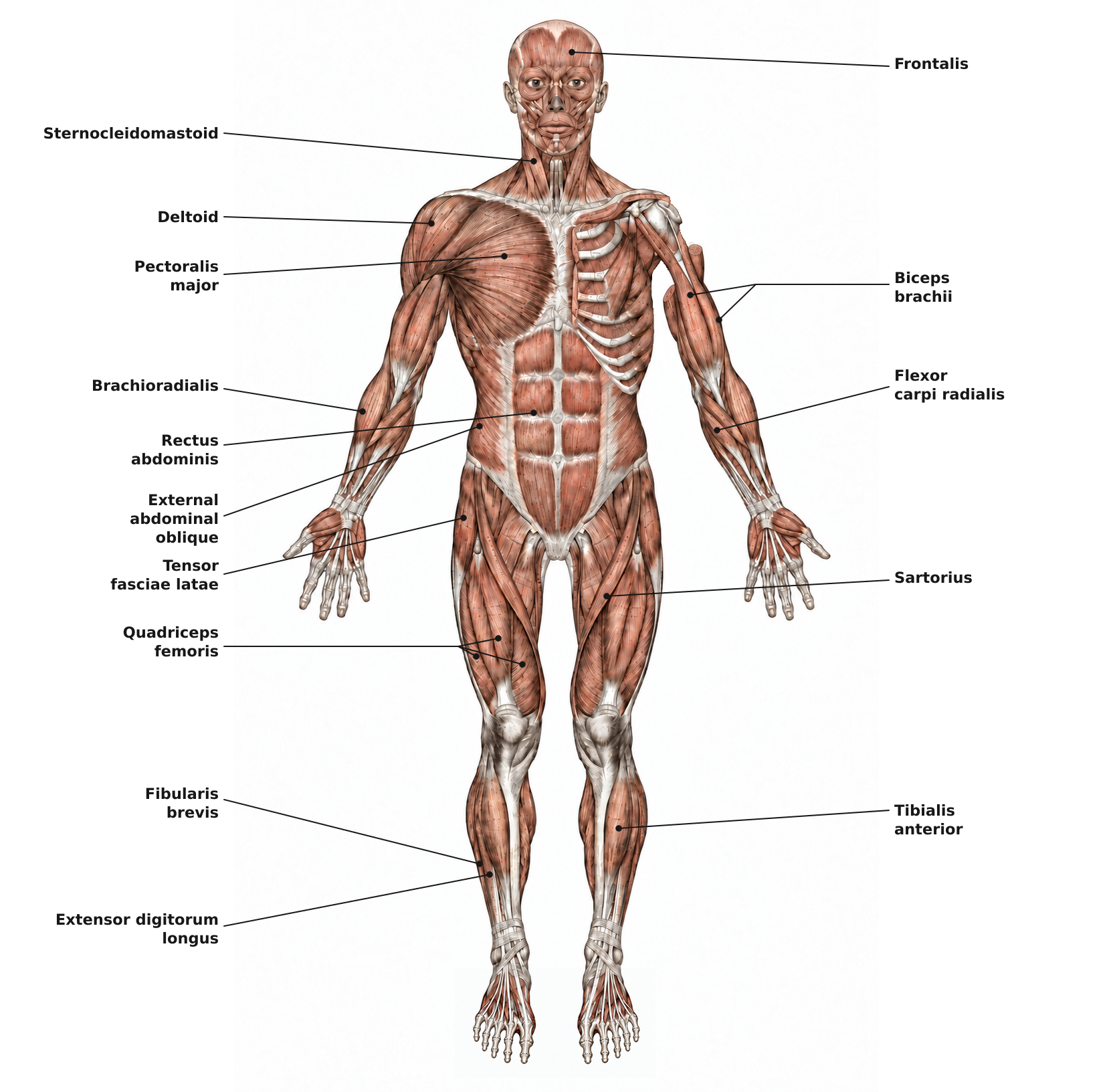
Système musculaire

## Os
Les os sont très importants pour les efforts physiques.

## Muscles
Les muscles sont très importants pour tous types de sports.